# Pierre Antoine Favre
Pierre Antoine Favre (* 20. Februar 1813 in Lyon; † 17. Februar 1880 in Marseille) war ein französischer Chemiker.
Er promovierte 1835 zum Dr. med. und war ab 1843 Professor an der medizinischen Fakultät. Mit Johann Theobald Silbermann (1806–1865) arbeitete er auf dem Gebiet der Thermochemie. 1851 wurde er an der Écoles Centrales in Paris Vorstand des analytischchemischen Laboratoriums. Ab 1854 war er Professor der Chemie an der Fakultät der Wissenschaften in Marseille. 1856 wurde er Professor und 1872 Dekan an der medizinischen Fakultät. Er war seit 1863 korrespondierendes Mitglied der Pariser Akademie der Wissenschaften.

## Veröffentlichungen
- Recherches thermochimiques sur les composés formés en proportions multiples. Suivi de Recherches thermiques sur les courants hydroélectriques; Mallet-Bachelier, Paris, 1853
- Recherches sur les quantités de chaleur degagées dans les actions chimiques et moléculaires’ appeared; In: Annales 34, S. 357–450 (1852), 36, S. 5–47 (1852) und 37, S. 406–509 (1853)